# Вероятностная рекурсия
Вероятностная рекурсия — это цикл, ещё одно выполнение которого инициируется с некоторой вероятностью. Длина рекурсии неопределённа, но теоретически может быть бесконечным. На практике же рекурсия рано или поздно заканчивается, поскольку рекурсия по сути своей всегда ограничена (за исключением случаев, когда вероятность равна =100 %, тогда это неограниченная рекурсия. Если не ввести ещё одно условие, останавливающее цикл, то это может вызвать переполнение буферов оперативной памяти и срабатывание предупреждений). Длина рекурсии вычисляется через теорию вероятностей.

## Реализация на языках программирования
На JavaScript:
```
var
 
rand
 
=
 
2
;

for
(
i
=
0
;
i
++
;
rand
==
2
){

var
 
rand
 
=
 
math
.
round
(
math
.
random
()
*
3
);

document
.
write
(
'Посадили'
 
+
 
i
 
+
 
'огурцов\n'
);

}

```

Здесь была задана вероятность 2/3.

## Альтернативно продолженная рекурсия
Возможно и так, что вероятность рекурсии будет задаваться в самой рекурсии, например, так: чем больше удалось повторить рекурсию, тем больше становиться её вероятность, этим производиться попытка уравновесить постепенное уменьшение последующей вероятности при постоянном её значении.